# Дузаграма
Дузаграма (груз. დუზაგრამა) — село в Грузии. Находится в Сагареджойском муниципалитете края Кахетия. Высота над уровнем моря составляет 470 метров. Население — 621 человека (2014).